# Peter Czernin (Filmproduzent)
Peter „Pete“ Czernin (* 1966) ist ein britischer Filmproduzent.

## Leben
Peter Czernin gehört dem Adelsgeschlecht Czernin von und zu Chudenitz an und wurde als Sohn von Hazel, Baroness de Walden geboren, womit er auch ein Mitglied der Howard-de-Walden-Familie ist. Czernin hatte das Eton College besucht, wo er sich mit David Cameron ein Zimmer teilte. Der erste von Czernin produzierte Film war Piccadilly Jim von John McKay aus dem Jahr 2005. Im Jahr 2008 produzierte er den Film Brügge sehen… und sterben? von Martin McDonagh, für den Czernin im Rahmen der British Academy Film Awards 2009 für den Alexander Korda Award nominiert wurde. Es folgten die Produktionen Best Exotic Marigold Hotel von John Madden aus dem Jahr 2011, für den er bei den British Academy Film Awards abermals für den Alexander Korda Award nominiert war, und im Folgejahr 7 Psychos, bei dem er wieder mit Martin McDonagh zusammenarbeitete und für den er dort in der gleichen Kategorie nominiert worden war. 2014 produzierter Czernin The Riot Club und 2015 auch Best Exotic Marigold Hotel 2.
Im Jahr 2017 feierte Three Billboards Outside Ebbing, Missouri bei den Filmfestspielen in Venedig seine Premiere, wo der Film im Hauptwettbewerb gezeigt und mit dem Goldenen Löwen ausgezeichnet wurde. Bei diesem Film führte McDonagh ein weiteres Mal Regie.
2018 wurde er in die Academy of Motion Picture Arts and Sciences berufen, die jährlich die Oscars vergibt.

## Filmografie (Auswahl)
- 2005: Piccadilly Jim
- 2007: Der eisige Tod (Wind Chill)
- 2008: Brügge sehen… und sterben? (In Bruges)
- 2011: Best Exotic Marigold Hotel (The Best Exotic Marigold Hotel)
- 2012: Now Is Good – Jeder Moment zählt (Now Is Good)
- 2012: 7 Psychos (Seven Psychopaths)
- 2014: The Riot Club
- 2015: Best Exotic Marigold Hotel 2
- 2017: Three Billboards Outside Ebbing, Missouri
- 2018: Vor uns das Meer (The Mercy)
- 2020: Emma
- 2022: Lady Chatterleys Liebhaber (Lady Chatterley’s Lover)
- 2022: The Banshees of Inisherin
- 2023: All of Us Strangers
- 2023: Kleine schmutzige Briefe (Wicked Little Letters)
- 2024: The Beautiful Game

## Auszeichnungen
British Academy Film Award
- 2009: Nominierung als Bester britischer Film (Brügge sehen… und sterben?)
- 2013: Nominierung als Bester britischer Film (7 Psychos)
- 2013: Nominierung als Bester britischer Film (Best Exotic Marigold Hotel)

British Independent Film Award
- 2023: Nominierung als Bester britischer Independent-Film (All of Us Strangers)

Oscar
- 2018: Nominierung als Bester Film (Three Billboards Outside Ebbing, Missouri)
- 2023: Nominierung als Bester Film (The Banshees of Inisherin)

Producers Guild of America Award
- 2018: Nominierung als Bester Film (Three Billboards Outside Ebbing, Missouri)